# 922B busz (Budapest)
A budapesti 922B jelzésű éjszakai autóbusz a Széll Kálmán tér és Zsámbék, autóbusz-forduló között közlekedik. A buszok Budakeszi, Dózsa György térig az éjszakai 922-es viszonylattal azonos útvonalon közlekednek, innen Zsámbék felé a nappali 789-es, ellenkező irányban pedig a 783-as útvonalán térnek vissza Budakeszire, majd Budapestre. A járatot a MÁV Személyszállítási Zrt. üzemelteti.

## Története
2022. június 18-án hajnaltól a 783-as és a 789-es buszok éjszakai indulásai helyett az új 922B viszonylat közlekedik Budapest és Zsámbék között.

## Útvonala
| Zsámbék, autóbusz-forduló felé |
| --- |
| Széll Kálmán tér M vá. – Budapest, Margit körút – Széll Kálmán tér – Szilágyi Erzsébet fasor – Budakeszi út – Budakeszi, Fő utca – Temető utca – Márity László utca – Honfoglalás sétány – Márity László utca – Temető utca – Fő utca – Pátyi út – 1102 – Páty, Somogyi Béla út – Bacsó Béla utca – Telki út – Telki, Fő utca – Budajenői út – Budajenő, Telki út – Kossuth Lajos utca – 1103 – Perbál, Dózsa utca – Fő utca – – Tök, Pincesor – Kis-sor – Fő utca – Zsámbék, Petőfi Sándor utca – Magyar utca – Ady Endre utca – Etyeki utca – Zsámbék, autóbusz-forduló vá. |
| Széll Kálmán tér felé |
| Zsámbék, autóbusz-forduló vá. – Zsámbék, Etyeki utca – Ady Endre utca – 1102 – Páty, Rákóczi utca – Somogyi Béla út – 1102 – Budakeszi, Pátyi út – Fő utca – Budapest, Budakeszi út – Szilágyi Erzsébet fasor – Széll Kálmán tér – Margit körút – Széll Kálmán tér M vá. |

## Megállóhelyei
Az átszállási kapcsolatok között a Széll Kálmán tér és Budakeszi, Dózsa György tér között azonos útvonalon közlekedő 922-es busz nincs feltüntetve.
| 0                                        | Széll Kálmán tér M végállomás                  | 40 | 6 916, 956, 960, 990 |
| 0                                        | Széll Kálmán tér M (a Margit körúton)          | ∫  | 916, 956, 960, 990   |
| 1                                        | Nyúl utca                                      | 38 | 956                  |
| 1                                        | Városmajor                                     | 37 | 956                  |
| 2                                        | Szent János Kórház                             | 36 | 956                  |
| 3                                        | Nagyajtai utca                                 | 35 | 956                  |
| 4                                        | Budagyöngye                                    | 34 | 956                  |
| 5                                        | Szépilona                                      | 33 |                      |
| 5                                        | Kuruclesi út                                   | 32 |                      |
| 6                                        | Labanc út                                      | 32 |                      |
| 6                                        | Bíróság                                        | 31 |                      |
| 7                                        | Vízművek                                       | 31 |                      |
| 8                                        | Dénes utca                                     | 30 |                      |
| 8                                        | Bölcsőde                                       | 29 |                      |
| 9                                        | Irén utca                                      | 29 |                      |
| 9                                        | Szépjuhászné, Gyermekvasút                     | 28 |                      |
| 10                                       | Laktanya                                       | 28 |                      |
| 11                                       | Országos Korányi Intézet                       | 26 |                      |
| Budapest–Budakeszi közigazgatási határa  |                                                |    |                      |
| 12                                       | Szanatórium utca (Vadaspark)                   | 26 |                      |
| 13                                       | Erkel Ferenc utca                              | 25 |                      |
| 14                                       | Gyógyszertár                                   | 25 |                      |
| 15                                       | Széchenyi utca (gimnázium)                     | ∫  |                      |
| 15                                       | Budakeszi temető                               | ∫  |                      |
| 16                                       | Zichy Péter utca                               | ∫  |                      |
| 16                                       | Budakeszi, Honfoglalás sétány                  | ∫  |                      |
| 17                                       | Zichy Péter utca                               | ∫  |                      |
| 17                                       | Budakeszi temető                               | ∫  |                      |
| 18                                       | Széchenyi utca (gimnázium)                     | ∫  |                      |
| 19                                       | Budakeszi, városháza                           | 24 |                      |
| 20                                       | Erdő utca                                      | 23 |                      |
| 21                                       | Dózsa György tér                               | 23 |                      |
| 22                                       | Budakeszi, Fagyártmánytelep                    | 22 |                      |
| 26                                       | Budakeszi, Vastagtanya                         | 19 |                      |
| Budakeszi–Páty közigazgatási határa      |                                                |    |                      |
| 28                                       | Páty, Mézeshegy                                | 17 |                      |
| 30                                       | Páty, Somogyi Béla utca                        | 15 |                      |
| 31                                       | Páty, telki elágazás                           | 13 |                      |
| 32                                       | Páty, Iskola utca                              | 12 |                      |
| 33                                       | Páty, Töki utca                                | 11 |                      |
| 34                                       | Páty, autóbusz-forduló (↓) Páty, Újtelep (↑)   | 10 |                      |
| 35                                       | Páty, Töki utca                                | ∫  |                      |
| 36                                       | Páty, Iskola utca                              | ∫  |                      |
| 37                                       | Páty, telki elágazás                           | ∫  |                      |
| 38                                       | Páty, Arany János utca                         | ∫  |                      |
| 39                                       | Páty, erdészház                                | ∫  |                      |
| Páty–Telki közigazgatási határa (↓)      |                                                |    |                      |
| 41                                       | Pátyi elágazás                                 | ∫  |                      |
| 43                                       | Telki, Hóvirág utca                            | ∫  |                      |
| 44                                       | Telki, Ófalu                                   | ∫  |                      |
| 45                                       | Telki, Rákóczi Ferenc utca                     | ∫  |                      |
| 46                                       | Telki, Muskátli utca                           | ∫  |                      |
| 47                                       | Telki, Újfalu                                  | ∫  |                      |
| Telki–Budajenő közigazgatási határa (↓)  |                                                |    |                      |
| 48                                       | Budajenő, Posta                                | ∫  |                      |
| 49                                       | Budajenő, Petőfi Sándor utca                   | ∫  |                      |
| Budajenő–Perbál közigazgatási határa (↓) |                                                |    |                      |
| 53                                       | Perbál, Újmajor                                | ∫  |                      |
| 54                                       | Perbál, szervizüzem                            | ∫  |                      |
| 55                                       | Perbál, központ                                | ∫  |                      |
| 567                                      | Perbál, Kisperbál                              | ∫  |                      |
| Perbál–Tök közigazgatási határa (↓)      |                                                |    |                      |
| 58                                       | Tök, Körtvélyes                                | ∫  |                      |
| 59                                       | Tök, Központi Major                            | ∫  |                      |
| 60                                       | Tök, Temető                                    | ∫  |                      |
| 61                                       | Tök, Kútvölgy                                  | ∫  |                      |
| 62                                       | Tök, Fő utca 100.                              | ∫  |                      |
| Tök–Páty közigazgatási határa (↑)        |                                                |    |                      |
| ∫                                        | Tök, Újmajor                                   | 7  |                      |
| Tök–Zsámbék közigazgatási határa         |                                                |    |                      |
| 63                                       | Zsámbék, Új iskola                             | ∫  |                      |
| 64                                       | Zsámbék, Vasbolt                               | ∫  |                      |
| 65                                       | Zsámbék, Magyar utca 59.                       | ∫  |                      |
| ∫                                        | Zsámbék, PEMŰ                                  | 3  |                      |
| 66                                       | Zsámbék, Ady Endre utca                        | 2  |                      |
| 68                                       | Zsámbék, autóbusz-forduló vonalközi végállomás | 0  |                      |

### Jegyek és bérletek érvényessége
Vonaljegy: Széll Kálmán tér M → Zsámbék → Páty, Újtelep és Páty, autóbusz-forduló → Zsámbék → Széll Kálmán tér M 
Budapest-bérlet és Budapest-jegyek: Széll Kálmán tér M – Szanatórium utca (Vadaspark)
Környéki bérlet, környéki helyközi vonaljegy és 10 km-es Dél-Buda Zónabérlet: Országos Korányi Intézet – Budakeszi, Fagyártmánytelep
Környéki helyi bérlet: Szanatórium utca (Vadaspark) – Budakeszi, Fagyártmánytelep
Környéki helyközi vonaljegy: Szanatórium utca (Vadaspark) → Zsámbék → Páty, Újtelep és Páty, autóbusz-forduló → Zsámbék → Szanatórium utca (Vadaspark)
Volánbusz-bérlet: csak a bérleten megjelölt viszonylatban érvényesek.